# Podocapsa palmata
Podocapsa palmata är en svampart som beskrevs av Tiegh. 1887. Podocapsa palmata ingår i släktet Podocapsa, divisionen sporsäcksvampar och riket svampar. Inga underarter finns listade i Catalogue of Life.